# Typhon (film, 1940)
Pour les articles homonymes, voir Typhon (homonymie).
Pour plus de détails, voir Fiche technique et Distribution.

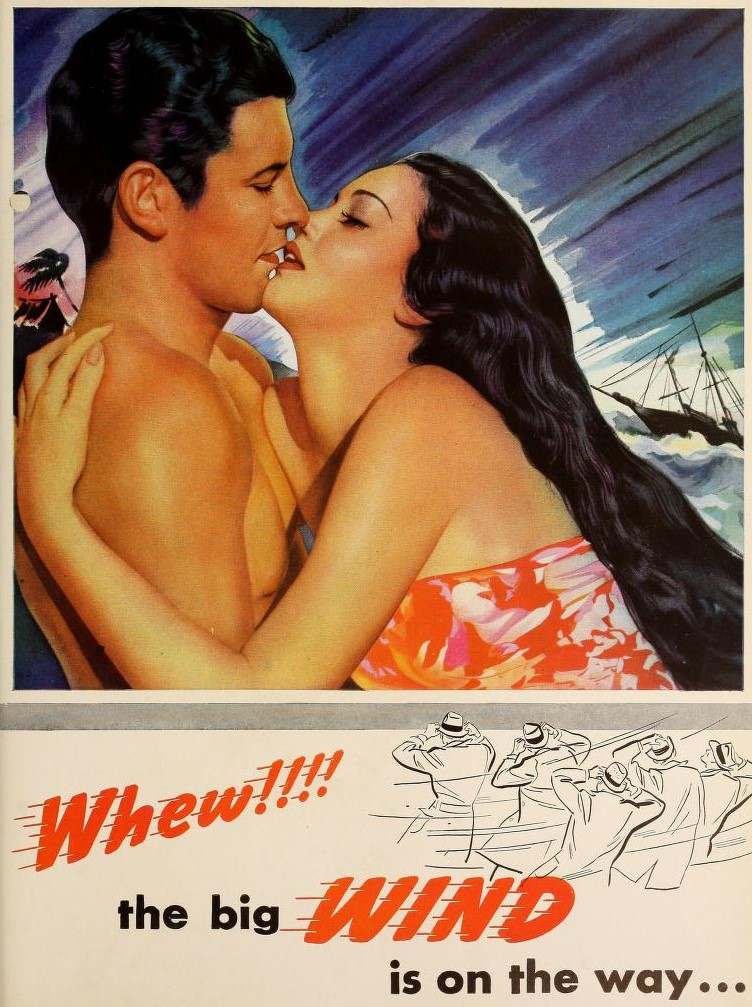
Robert Preston et Dorothy Lamour

Typhon (Typhoon) est un film américain réalisé par Louis King, sorti en 1940.

## Fiche technique
- Titre : Typhon
- Titre original : Typhoon
- Réalisation : Louis King
- Scénario : Allen Rivkin d'après une histoire de Steve Fisher
- Production : Anthony Veiller et William LeBaron (non crédité)
- Société de production et de distribution : Paramount Pictures
- Musique : Frederick Hollander
- Photographie : Allen M. Davey et William C. Mellor
- Montage : Alma Macrorie
- Direction artistique : Hans Dreier et John B. Goodman
- Costume : Edith Head
- Effets spéciaux : Gordon Jennings
- Pays d'origine : États-Unis
- Format : Couleur (Technicolor) - 35 mm - 1,37:1 - Son : Mono (Western Electric Mirrophonic Recording)
- Genre : Film d'aventure, Action
- Durée : 70 minutes
- Dates de sortie :
  - États-Unis : 17 mai 1940
  - France : 31 août 1951

## Distribution
- Dorothy Lamour : Dea
- Robert Preston : Johnny Potter
- Lynne Overman : Skipper Joe
- J. Carrol Naish : Mekaike
- Chief Thundercloud : Kehi
- Frank Reicher : Docteur
- John Rogers : Bar keep
- Paul Harvey : Le père de Dea
- Norma Jean Nilsson : Dea enfant
- Angelo Cruz : Garde du corps de Kehi
- Jack Carson : Mate
- Al Kikume : Cook
- Paul Singh : Garde du corps de Kehi